# Chrysolina beatricis
Chrysolina beatricis é uma espécie de artrópode pertencente à família Chrysomelidae.